# 생치즈

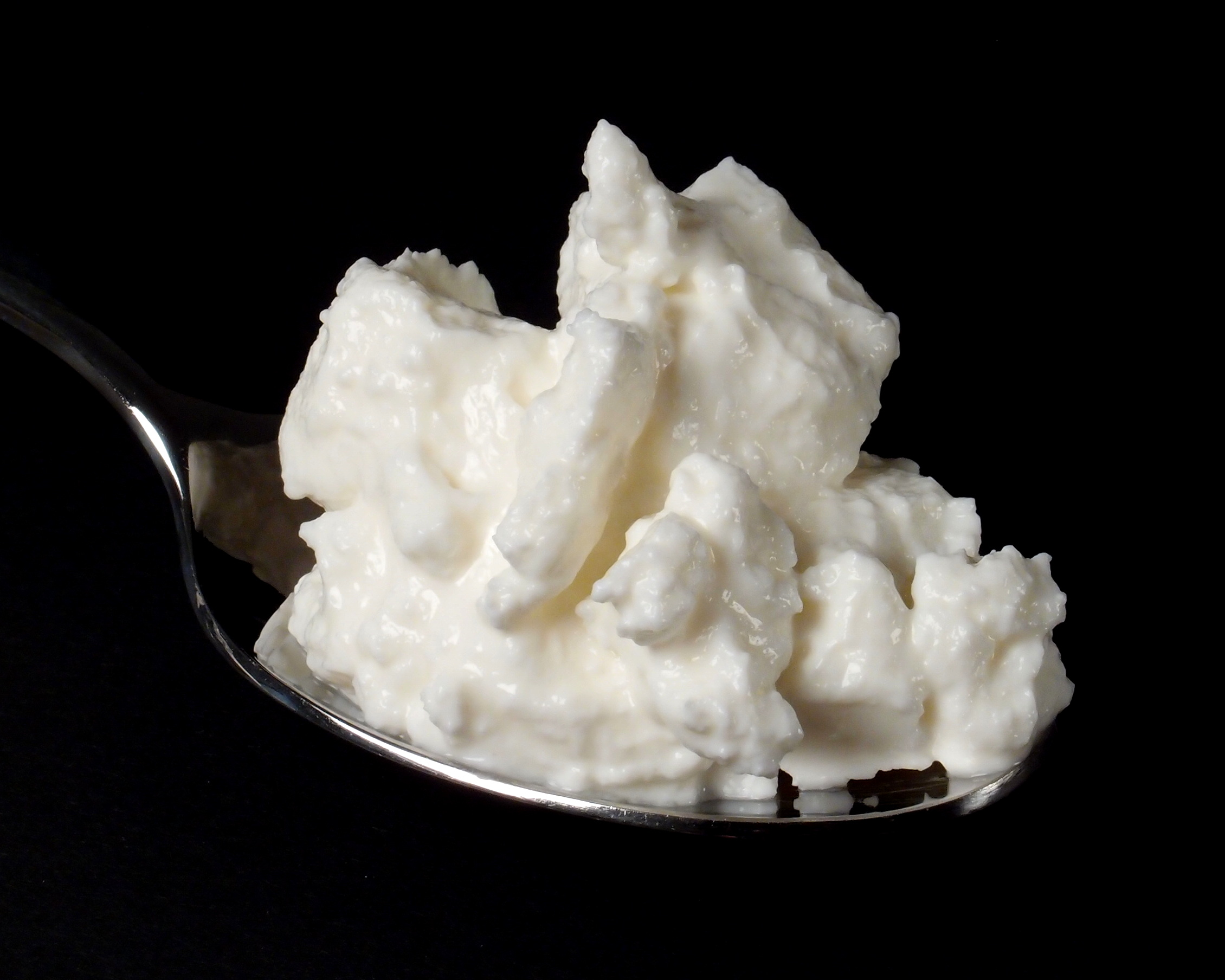
탈지유 크바르크

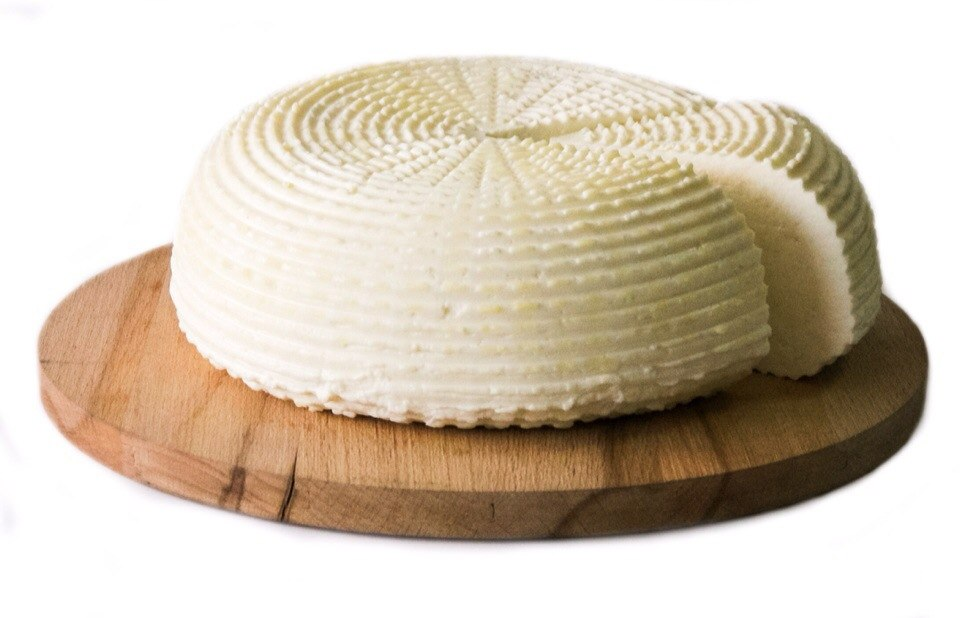
체르케스 치즈

생치즈(生cheese, 영어: fresh cheese 프레시 치즈[*])는 발효나 숙성을 거치지 않은 치즈로, 촉촉하고 부드러우며 담백한 맛이 난다. 저온 살균한 우유나 크림 등으로 만들며, 모차렐라, 마스카르포네, 리코타 등이 대표적이다.

## 종류
- 라브나
- 리코타
- 마누리
- 마스카르포네
- 모차렐라
- 미지트라
- 브로추
- 브루노스트
- 우르더
- 체르케스 치즈
- 코티지 치즈
- 크바르크
- 파니르
- 페셀
- 프로마주 블랑

## 같이 보기
- 유청 치즈
- 응유